# رشافیم
رشافیم (به لاتین: Reshafim) یک منطقهٔ مسکونی در اسرائیل است که در شورای منطقه ای دره اسپرینگز واقع شده‌است.